# 看不见的孩子
《看不见的孩子：一座美国城市中的贫困、生存与希望》（英語：Invisible Child: Poverty, Survival & Hope in an American City）是安德里亚·埃利奥特创作的一本书，2021年由兰登书屋出版，获2022年的普立茲非小說獎和2024年的文津图书奖。